# Império Austríaco
O Império Austríaco (em alemão Kaiserthum Österreich) foi fundado em 1804 em reação à criação do Primeiro Império Francês por Napoleão Bonaparte. O primeiro imperador da Áustria foi Francisco I, que detinha até então o título de Imperador Romano-Germânico, ao qual ele abdicou quando o império foi dissolvido na reorganização dos estados germânicos de 1806. No intuito de manter o título imperial, ele elevou o Arquiducado da Áustria de um arquiducado para um império e, daí, a Áustria tornou-se independente dos vínculos com os estados germânicos.
Após tentativas falhas de reforma constitucional, o Império Austríaco foi transformado no Império Austro-Húngaro em 1867 sob Francisco José I da Áustria, que concedeu estatuto igual aos territórios húngaros.

## Política externa
Os anos 1804-1815, em matéria de política externa austríaca, foram significativamente determinados pelas Guerras Napoleônicas. Após o Reino da Prússia assinar um tratado de paz com a França a 5 de abril de 1795, a Áustria foi forçada a desempenhar o principal peso da guerra com a França por quase dez anos. Esta situação conduziu a uma distorção da economia austríaca, contribuindo para os austríacos olharem de forma impopular para a guerra. O imperador Francisco I recusou-se a participar na guerra seguinte contra a França napoleônica por um longo tempo, devido a este descontentamento popular. Por outro lado, Francisco I não pôde abandonar a possibilidade de vingança e, por isso, fez um acordo militar secreto com o Império Russo em novembro de 1804. Esta convenção veio com o objetivo de assegurar a cooperação mútua entre o Império Austríaco e o Império Russo, no caso de uma nova guerra contra a França.
Uma aparente relutância da Áustria para se juntar à Terceira Coligação foi superada pelos subsídios britânicos. Uma derrota decisiva na Batalha de Austerlitz pôs um fim à adesão austríaca na Terceira Coligação. Embora o orçamento austríaco sofrera grandes gastos de guerra e sua posição internacional fora significativamente prejudicada, o humilhante Tratado de Pressburgo reforçou o exército e a economia. Além disso, o ambicioso arquiduque Carlos, juntamente com Johann Philipp von Stadion, prosseguiram uma nova guerra com a França.
Carlos, arquiduque da Áustria, serviu como chefe do conselho de guerra e comandante supremo do exército imperial austríaco. Dotado para a guerra, ele reformou o exército austríaco na preparação para outra guerra. Johann Philipp von Stadion, o ministro dos negócios estrangeiros, odiava Napoleão pessoalmente devido à perda das suas possessões na França. Além disto, a terceira esposa de Francisco I, Maria Ludovika do Leste da Áustria concordou com os esforços de Von Stadion de começar uma nova guerra. Klemens Wenzel von Metternich, localizado em Paris, implorou que se tivesse cuidado com antecedência, no caso da guerra contra a França. A derrota do exército francês na batalha de Bailén, na Espanha, em 27 de julho de 1808, desencadeou a guerra. Em 9 de Abril de 1809, uma força de 170 000 homens austríacos atacava a Baviera.
Apesar das derrotas militares de alta magnitude, como nas batalhas de Marengo, Ulm, Austerlitz e Wagram, a Áustria desempenhou um papel determinante na queda de Napoleão Bonaparte nas campanhas de 1813-14.
O último período de guerras napoleónicas caracterizou-se pelo fato de que Metternich exercia um elevado grau de influência sobre a política externa do Império Austríaco, nominalmente uma questão decidida pelo imperador. Metternich inicialmente apoiou uma aliança com a França, a organizar o casamento entre Napoleão e a filha de Francisco I, Marie-Louise, mas, na campanha 1812, Metternich tinha entendido a inevitabilidade da queda de Napoleão e tomou as rédeas da Áustria na guerra contra a França. A influência de Metternich no Congresso de Viena foi notável, reconhecido como o mais importante estadista na Europa e na prática o verdadeiro governante do império até 1848, quando as Revoluções de 1848 e a ascensão do liberalismo político trouxeram a sua queda política.